# Conisania furcata
Conisania furcata är en fjärilsart som beskrevs av Evans 1837. Conisania furcata ingår i släktet Conisania och familjen nattflyn. Inga underarter finns listade i Catalogue of Life.